# Gynoplistia harrisi
Gynoplistia harrisi är en tvåvingeart som beskrevs av Alexander 1922. Gynoplistia harrisi ingår i släktet Gynoplistia och familjen småharkrankar. Inga underarter finns listade i Catalogue of Life.